# Campionato Capixaba 2023
Il Campionato Capixaba 2023 è stata la 107ª edizione della massima serie del campionato capixaba. La stagione è iniziata il 17 gennaio 2023 e si è conclusa il 23 aprile successivo.

## Stagione

### Novità
Sono state promosse dalla Segunda Divisão l'Atlético Itapemirim e il Porto Vitória. Sono retrocesse al termine della passata stagione Rio Branco-VN e CTE Colatina.

### Formato
Il torneo si svolge in due fasi: la prima fase è composta da un girone unico. Le prime otto classificate di tale girone, accedono alla fase finale che decreterà la formazione vincitrice del campionato. Le ultime due piazzate della prima fase, retrocedono in Segunda Divisão.
La formazione vincitrice e la finalista perdente potranno partecipare alla Coppa del Brasile 2024 e alla Copa Verde 2024. Esclusi i club che sono già qualificati alle prime tre serie del campionato nazionale, le due formazioni meglio piazzate potranno partecipare alla Série D 2024.

## Risultati

### Prima fase
|  | Pos. | Squadra             | Pt | G | V | N | P | GF | GS | DR  |
|  | ---- | ------------------- | -- | - | - | - | - | -- | -- | --- |
|  | 1.   | Vitória-ES          | 19 | 9 | 6 | 1 | 2 | 20 | 8  | +12 |
|  | 2.   | Porto Vitória       | 19 | 9 | 6 | 1 | 2 | 20 | 12 | +8  |
|  | 3.   | Real Noroeste       | 18 | 9 | 6 | 0 | 3 | 15 | 9  | +6  |
|  | 4.   | Nova Venécia        | 15 | 9 | 5 | 0 | 4 | 16 | 9  | +7  |
|  | 5.   | Rio Branco-ES       | 15 | 9 | 5 | 0 | 4 | 11 | 12 | -1  |
|  | 6.   | Serra               | 15 | 9 | 4 | 3 | 2 | 15 | 11 | -4  |
|  | 7.   | Desportiva          | 11 | 9 | 3 | 2 | 4 | 8  | 14 | -6  |
|  | 8.   | Estrela do Norte    | 10 | 9 | 3 | 1 | 5 | 9  | 11 | -2  |
|  | 9.   | Rio Branco-VN       | 8  | 9 | 2 | 2 | 5 | 12 | 16 | -4  |
|  | 10.  | Atlético Itapemirim | 0  | 9 | 0 | 0 | 9 | 2  | 26 | -24 |

Legenda:
      Ammessa alla fase finale fase.
      Retrocesse in Segunda Divisão 2024.
Note:
Tre punti a vittoria, uno a pareggio, zero a sconfitta.

### Fase finale
|  | Quarti di finale | Quarti di finale | Quarti di finale | Quarti di finale | Quarti di finale |  |  | Semifinali | Semifinali          | Semifinali | Semifinali    | Semifinali |   |   | Finale | Finale     | Finale | Finale | Finale |  |
|  |                  |                  |                  |                  |                  |  |  |            |                     |            |               |            |   |   |        |            |        |        |        |  |
|  | 7                | Rio Branco-ES    | 2                | 0                | 2                |  |  |            |                     |            |               |            |   |   |        |            |        |        |        |  |
|  | 4                | Nova Venécia     | 2                | 3                | 5                |  |  | 4          | Nova Venécia (dtr)  | 3          | 0             | 3 (8)      |   |   |        |            |        |        |        |  |
|  | 8                | Estrela do Norte | 1                | 2                | 3                |  |  | 1          | Vitória-ES          | 1          | 2             | 3 (7)      |   |   |        |            |        |        |        |  |
|  | 1                | Vitória-ES       | 2                | 1                | 3                |  |  |            |                     |            |               |            |   |   | 4      | Vitória-ES | 0      | 1      | 1      |  |
|  | 6                | Serra            | 2                | 0                | 2                |  |  |            |                     | 3          | Real Noroeste | 0          | 3 | 3 |        |            |        |        |        |  |
|  | 3                | Real Noroeste    | 1                | 1                | 2                |  |  | 3          | Real Noroeste (dtr) | 2          | 0             | 2 (3)      |   |   |        |            |        |        |        |  |
|  | 7                | Desportiva       | 2                | 1                | 3                |  |  | 2          | Porto Vitória       | 1          | 1             | 2 (2)      |   |   |        |            |        |        |        |  |
|  | 2                | Porto Vitória    | 2                | 1                | 3                |  |  |            |                     |            |               |            |   |   |        |            |        |        |        |  |